# ونتسا
ونتسا (به اسپانیایی: Ventosa) یک عوارض جغرافیایی در اسپانیا است که در آستوریاس واقع شده‌است.

## خصوصیات
ونتسا ۳۲۰ نفر جمعیت دارد.